# An Toàn Hoàng hậu
An Toàn Hoàng hậu (chữ Hán: 安全皇后), còn gọi là Lý Cao Tông Đàm hậu (李高宗譚后) hay Đàm Thái hậu (譚太后), là Hoàng hậu của Hoàng đế Lý Cao Tông, mẹ đẻ của Hoàng đế Lý Huệ Tông.
Thái hậu dựa vào vị trí ngoại thích, can thiệp triều cương, ngoại thích Đàm Dĩ Mông lại không có thực lực, chính sự càng suy. Chèn ép con dâu là Linh Từ Quốc mẫu vì bà rất ghét Trần Tự Khánh, nghi là mưu đoạt vương triều Lý. Linh Từ phải khổ sở, Huệ Tông không đành lòng, đang đêm ra cầu cứu Tự Khánh, thời cơ của nhà Trần lập nghiệp là từ đây.

## Hoàng hậu nhà Lý
Cao Tông Hoàng hậu mang họ Đàm (譚氏), là con gái của tướng quân Đàm Thì Phụng (譚時奉), có em trai là Đàm Dĩ Mông (譚以蒙) giữ chức Hỏa đầu thời Lý Anh Tông, sau được cất nhắc thành đại thần trong triều.
Tháng 3 năm 1186, bà được Lý Cao Tông sách phong làm An Toàn Nguyên phi (安全元妃).
Tháng 7 năm 1194, bà sinh ra Hoàng thái tử Lý Hạo Sảm (李日旵), cùng lúc đó bà được phong làm An Toàn Hoàng hậu.
Năm 1209, Quách Bốc kéo quân về Thăng Long, gây ra biến loạn Quách Bốc, buộc Cao Tông Hoàng đế phải chạy đi Quy Hóa (Vĩnh Phú, Yên Bái). Hoàng thái tử Lý Sảm cùng Đàm Hoàng hậu phải chạy về Hải Ấp, được Trần Lý cùng Phạm Ngu (là một học giả người vùng Diêu Hào) lập làm minh chủ. Thái tử được sắp xếp kết hôn với con gái của Trần Lý là Trần Thị Dung, ban chức cho những người trong phe họ Trần như Trần Lý, Phạm Ngu và Tô Trung Từ.
Họ Trần nhân danh Thái tử, đốc binh kéo về Thăng Long, đánh bại được Quách Bốc và rước Cao Tông quay về kinh đô. Đàm Hoàng hậu và Thái tử cũng được rước về không lâu sau đó, nhưng Hoàng hậu buộc Trần thị phải ở lại Hải Ấp.

## Hoàng thái hậu nhà Lý
Năm 1210, Cao Tông Hoàng đế băng hà. Thái tử Lý Hạo Sảm lên ngôi, tức Lý Huệ Tông. Đàm Hoàng hậu được tôn làm Hoàng thái hậu, sử sách thường gọi bà là Đàm Thái hậu (譚太后). Đàm Thái hậu là người cứng rắn, đích thân bà cùng Huệ Tông nghe chính sự, lại phong em trai là Dĩ Mông làm Thái sư, cùng Thái hậu trông coi triều chính, Huệ Tông không can dự vào.
Đàm Dĩ Mông là người không có học thức, lại nhu nhược không quyết đoán, mọi việc do Đàm Thái hậu quyết định. Thái hậu là người chỉ nghĩ đến dòng họ và củng cố quyền lực nên không có chính sách gì đối với tình hình quốc gia mà chỉ gia tăng thế lực nhằm củng cố địa vị. Từ đó chính sự nhà Lý càng bất ổn.

### Mưu trừ Trần Tự Khánh
Vừa khi lên ngôi, Tô Trung Từ đã giết chết đại thần Đỗ Kính Tu, rồi đánh nhau to với các cựu thần nhà Lý gồm Đỗ Quảng, Đỗ Thế Qui và Phí Lệ. Cuối cùng Trung Từ giết chết tất cả, giành đại quyền binh lực trong tay. Huệ Tông phải phong cho Trung Từ làm Thái úy, chịu sự kèm cặp của Trung Từ.
Huệ Tông yêu thương Trần Thị Dung, đem bà về kinh sư và phong làm Nguyên phi, phong cho anh trai Nguyên phi là Trần Tự Khánh làm Chương Thành hầu (章成侯).
Năm 1211, Tô Trung Từ bị giết. Nhà Lý thoát khỏi sự kèm cặp của Tô Trung Từ. Nhưng thế lực nhà Lý đã quá suy yếu, phải tìm một dòng họ lớn để nhờ cậy. Lúc đó, chúa họ Đoàn là Đoàn Thượng, người thống lĩnh Hồng Châu đang có tranh chấp với Trần Tự Khánh. Bèn sai người nói Tự Khánh có ý mưu phản. Huệ Tông tức giận, cùng với sự gièm pha của Đàm Thái hậu mà giáng Nguyên phi xuống làm Ngự nữ (御女). Đoàn Thượng và Đoàn Văn Lôi đem binh về kinh sư. Huệ Tông hạ chiếu tấn phong tước hầu cho Đoàn Thượng, và kêu gọi các chư hầu tiêu diệt Trần Tự Khánh.
Lúc bấy giờ, Trần Tự Khánh dẫn quân đi đánh khắp nơi, thu phục được nhiều đất, đặc biệt chiếm được Hồng châu, vùng từ Lạng châu đến núi Tam Trĩ hết thảy đều là đất của họ Trần. Tự Khánh do lo sợ Trần Thị Dung ở trong kinh sư bị hãm hại, kéo binh đến bến Tế Giang, sát ngay Thăng Long.
Đàm Thái hậu ngờ vực Tự Khánh có ý phế lập ngôi vua. Bà bèn đem ba Hoàng tử; Nhân Quốc vương, Lục hoàng tử và Thất hoàng tử con của Cao Tông với các thị thiếp khác dìm đầu chết ở sau giếng trong cung. Rồi sai đem xác cả ba ngươi vứt ra ngoài thành. Quần thần đều sợ Thái hậu không ai dám can. Thế là ngôi vị của Huệ Tông được giữ vững mà không sợ bị phế lập.
Bấy giờ Huệ Tông thấy thế lực họ Trần mạnh lên, bèn truyền cho văn võ bá quan đều phải nghe mệnh lệnh Trần Tự Khánh. Mặt khác, Huệ Tông lại cùng với Đàm thái hậu và một số cận thần vẫn ngầm mưu diệt họ Trần.
Đầu năm 1213, Thái hậu sai người đi với bọn tướng sĩ ở đạo Phù Lạc và đạo Bắc Giang, hẹn ngày cùng phát binh đánh Tự Khánh. Đúng ngày đã định, các tướng Phan Thế ở Phù Lạc, Ngô Mãi ở Bắc Giang tiến đến cửa Đại Hưng (cửa nam thành Thăng Long). Tự Khánh đang ở bến Đại Thông, nghe tin đó liền kéo quân lên kinh sư, vào cấm thành, đốt cầu Ngoạn Thiềm rồi lại trở về Đại Thông.
Sau khi chiếm được đồng bằng hạ lưu sông Hồng và sông Đáy (trừ miền Đại Hoàng), Tự Khánh phát triển thế lực lên Quốc Oai. Vùng Quốc Oai vốn thuộc phạm vi kiểm soát của Nguyễn Tự. Khi đó Tự chết, phó tướng là Nguyễn Cuộc thay thế. Tự Khánh tiến quân lên Quốc Oai, dụ hàng được Nguyễn Cuộc, thanh thế thêm mạnh.

### Chạy về Lạng châu
Lý Huệ Tông bèn cùng Thái sư Đàm Dĩ Mông tự làm tướng, hẹn với quân Hồng châu đi đánh Tự Khánh, đến Mễ Sở gặp quân của họ Trần do Vương Lê, Nguyễn Cải chỉ huy. Hai bên chưa giao chiến, quân của Lê, Cải mới hò reo tiến lên, quân triều đình đã tự tan vỡ. Vương Lê, Nguyễn Cải bắt được thuyền rồng. Cánh quân đạo Bắc Giang do thái sư Đàm Dĩ Mông thống xuất tới bến An Diên (Thường Tín, Hà Tây) thì bị quân của Trần Thừa tiến đánh.
Em họ Trần Tự Khánh là Trần Thủ Độ cùng Trần Hiến Sâm ở tả ngạn cũng tiến đánh thắng quân triều đình. Các tướng họ Trần khác là Phan Lân, Nguyễn Nộn từ Quốc Oai tiến đến chợ Dừa đánh thắng các tướng ở Hồng châu là Đoàn Cấm, Vũ Hốt. Lý Huệ Tông thất thế phải chạy lên Lạng Châu.
Tự Khánh chiếm được kinh đô. Vài ngày sau, ông sai người đem thư lên Lạng Châu gặp Huệ Tông và nói rõ ý mình rằng:
"Dân tình uất ức, không thấu được lên trên. Cho nên, nhân lòng giận dữ của người trong nước, thần khởi binh dẹp lũ đó, cắt trừ gốc họa, để yên lòng dân mà thôi. Đến như thân phận vua tôi, thần không dám phạm đến một chút nào. Ngờ đâu, phải gánh lấy tội chuyên quyền đánh dẹp, để khiến cho xa giá phải long đong, tự xét tội của thần thật đáng vạn lần chết. Xin bệ hạ nguôi cơn giận dữ, quay xa giá về kinh sư để thỏa lòng người mong muốn"
Nhưng vua Huệ Tông từ chối không theo Tự Khánh. Tự Khánh không đón được Huệ Tông, bèn lập vua mới Huệ Văn vương, con của Lý Anh Tông.

### Mưu trừ con dâu
Năm 1216, Trần Thị Dung từ Ngự nữ lại được phong làm Thuận Trinh Phu nhân (順貞夫人).
Nhiều lần Thái hậu mắng Trần phu nhân là giặc, sai Huệ Tông đuổi bỏ đi. Bà còn sai người lén bỏ thuốc độc vào bữa cơm của con dâu, Huệ Tông biết ý, chia nhỏ bữa ăn của mình và không cho rời khỏi mình.
Tháng 4 năm 1216, lại xảy ra loạn lạc khác: các tướng ở Cảo Xã (Nhật Tảo, Từ Liêm, Hà Nội) là Đỗ Át, Đỗ Nhuế chống lại triều đình. Vua Huệ Tông dựa vào Lý Bát, sai Bát đánh lại, nhưng không thắng. Trước tình thế đó, Huệ Tông đành lại quay về nương nhờ anh em họ Trần. Trần Tự Khánh sai bộ tướng Vương Lê đem thủy quân đi đón Huệ Tông sang Cứu Liên.
Khi đó trong triều, Đàm Thái hậu ngày ngày muốn giết Trần Thị Dung, sai người cầm chén thuốc độc bắt phu nhân phải chết. Huệ Tông ngăn lại không cho, rồi đêm ấy cùng với phu nhân lẻn đi đến chỗ quân của Tự Khánh; gặp khi trời đã sáng, phải nghỉ lại ở nhà tướng quân Lê Mịch ở huyện Yên Duyên, gặp tướng của Tự Khánh là Vương Lê đem binh thuyền đến đón. Vua mới đỗ lại ở bãi Cứu Liên và truyền cho Tự Khánh đến chầu.
Tự Khánh đón được Huệ Tông, bèn phế Nguyên vương mà mình từng đưa lên ngôi.
Tháng 12 năm 1216, Thuận Trinh Phu nhân Trần Thị Dung được phong làm Thuận Trinh Hoàng hậu (順貞皇后).
Từ lúc đó, anh em, thân thuộc họ Trần chiếm hết các chức văn võ quan trọng trong triều: Tự Khánh làm thái úy, khi xướng lễ không phải gọi tên; Trần Thừa được phong tước Liệt hầu làm Nội thị phán thủ; Trần Liễu (con cả Trần Thừa), Phùng Tá Chu và Lại Linh được tước Quan nội hầu; con cả Tự Khánh là Trần Hải được phong tước vương. Nắm quyền lớn trong tay, Trần Tự Khánh quyết ý đánh dẹp Bắc Giang vương Nguyễn Nộn, Hiền Tín vương Lý Bát, Hồng hầu Đoàn Văn Lôi, Hà Cao ở Quy Hóa.

## Cuối đời
Huệ Tông trúng bệnh, hóa điên, triều chính rơi vào tay họ Trần. Ông truyền ngôi cho con gái là Chiêu Thánh Công chúa, tức Lý Chiêu Hoàng; rồi xuất gia ở chùa Phù Liệt.
Năm Ất Dậu (1225), bà cùng Lý Huệ Tông ra ở nơi chùa Phù Liệt xuất gia. Năm sau (1226), Huệ Tông bị Trần Thủ Độ sát hại. Lý Chiêu Hoàng do dàn xếp của Trần Thủ Độ, kết hôn với Trần Cảnh; sau lại nhường ngôi cho Cảnh, lập nên nhà Trần.
Không rõ kết cuộc của Đàm Thái hậu ra sao.

## Trong văn hoá đại chúng
| Năm  | Tác Phẩm                | Diễn Viên      |
| 2013 | 《Thái sư Trần Thủ Độ》 | NSND Lan Hương |